# Nastus ambrensis
Nastus ambrensis — вид рослин роду Nastus підродини бамбукові (Bambusoideae) родини тонконогові (Poaceae).

## Морфологічні ознаки
Довжина стебла 10-15 м. Плід — фруктові зернівки; оберненояйцеподібні, довжиною 8 мм. Колоски містять 1-2 базальних стерильних квіток; квітки із зменшенням на вершині. Колоски довгасті або яйцеподібні, стислі з боків;15-16 мм; руйнуються в кінці терміну. Кореневище коротке. Пиляків 6, 7.5-8.8 мм довжиною, жовті, кінчик пиляка загострений. Лусок декілька; Порожні луски 3-5; коротші колоска. Нижні луски яйцеподібні; 2-3.5 мм завдовжки. Нижня луска гола. Вершина нижньої луски — тупа; Гострокінцева. Верхні луски яйцеподібні; 6-10 мм завдовжки; без кіля. Верхні луски частинами голі. Верхні луски гострі, на вершині тупі.

## Поширення
Зростає на Мадагаскарі в Центрально-Північних лісах, на висотах до 1000 м.